# Liste der Bodendenkmale in der Samtgemeinde Uelsen
In der Liste der Bodendenkmale in der Samtgemeinde Uelsen sind die Bodendenkmale der niedersächsischen Samtgemeinde Uelsen aufgeführt. Die Quelle ist der Denkmalatlas Niedersachsen.
- Bitte beachten Sie, dass diese Liste keinen Anspruch auf Vollständigkeit erhebt.
- Die Angaben ersetzen nicht die rechtsverbindliche Auskunft der zuständigen Denkmalschutzbehörde.
- Es sind nur Daten aus dem Denkmalatlas verarbeitet.
- Der Stand der Liste ist der 26. März 2025.

Samtgemeinde Uelsen im Landkreis Grafschaft Bentheim

## Allgemein
In den Spalten finden sich folgende Informationen des Bodendenkmales:
| Lage         | geographische Koordinaten                                                           |
| Bezeichnung  | Bezeichnung lt. Denkmalatlas                                                        |
| Beschreibung | Beschreibung lt. Denkmalatlas                                                       |
| ID           | Objekt-ID                                                                           |
| Bild         | Bild, ggf. zusätzlich mit Link zu weiteren Fotos im Medienarchiv Wikimedia Commons. |

## Getelo
| Lage                        | Bezeichnung          | Beschreibung | ID       | Bild |
| --------------------------- | -------------------- | --- | -------- | ---- |
| 52° 28′ 12″ N, 6° 52′ 4″ O  | Getelo 1, Grabhügel  | Durchmesser ca. 20 m und Höhe ca. 2,1 m. Rund, hochgewölbt mit verhältnismäßig steilen Hangflächen. Kuppe leicht abgeflacht, bis unter die Hügelkuppe Pflugspuren. Die Oberfläche insgesamt sehr gestört; der Hügelfuß durch Pflügen beschädigt.                   | 28942480 | BW   |
| 52° 28′ 11″ N, 6° 52′ 4″ O  | Getelo 2, Grabhügel  | Durchmesser ca. 19 m und Höhe ca. 2 m. Rund, hochgewölbt mit verhältnismäßig steilen Hangflächen; die Kuppe leicht abgeflacht. Pflugspuren, Oberfläche insgesamt sehr gestört; Hügelfuß und -kuppe durch Pflügen beschädigt.                                       | 28942571 | BW   |
| 52° 28′ 25″ N, 6° 51′ 14″ O | Getelo 3, Grabhügel  | Durchmesser ca. 13 m und Höhe ca. 1,1 m. Fast rund, hochgewölbt, Kuppe abgeflacht, der Rand abgesetzt. Am westlichen Hügelfuß ein Waldweg, der sich eingedrückt hat.                                                                                               | 28942573 | BW   |
| 52° 28′ 25″ N, 6° 51′ 15″ O | Getelo 4, Grabhügel  | Durchmesser ca. 14 m und Höhe ca. 1,2 m. Fast rund, abgeflachte Kuppe mit mehreren Vertiefungen und schwach abgesetztem Rand. An der Nord-Seite eine ca. 4 m lange und 3 m breite Abgrabung.                                                                       | 28942574 | BW   |
| 52° 28′ 24″ N, 6° 51′ 16″ O | Getelo 5, Grabhügel  | Durchmesser ca. 13 m und Höhe ca. 1 m. Fast rund, unregelmäßig gewölbt; abgeflachte Kuppe mit mehreren Vertiefungen; schwacher, ungleichmäßig abgesetzter Rand. Einige Vertiefungen. Südwest-Seite durch Abbruchkante einer ehemaligen Sandentnahmestelle gestört. | 28942575 | BW   |
| 52° 27′ 44″ N, 6° 51′ 30″ O | Getelo 11, Grabhügel | Durchmesser ca. 13 m und Höhe ca. 1 m. Rund, mäßig steil ungleichmäßig gewölbt. Kuppe abgeflacht und leicht eingetieft; westlicher Teil leicht erhöht. Hügelfuß gut abgesetzt.                                                                                     | 28942581 | BW   |
| 52° 27′ 54″ N, 6° 51′ 32″ O | Getelo 14, Grabhügel | Durchmesser ca. 21 m und Höhe ca. 1,1 m. Rund, abgeflachte Kuppe mit mehreren Eingrabungen. Der Hügelfuß ist nicht deutlich abgesetzt, im nordöstlichen bis östlichen Bereich durch einen Waldweg angeschnitten.                                                   | 28942584 | BW   |

### Getelo 22
- ID:28942592
- 10 Grabhügel; Dm. 9 – 20 m, H. 0,6 – 1,1 m.

| Lage                        | Bezeichnung | Beschreibung | ID       | Bild |
| --------------------------- | ----------- | --- | -------- | ---- |
| 52° 28′ 37″ N, 6° 49′ 20″ O | Getelo 22   | Durchmesser ca. 11 m und Höhe ca. 0,7 m. Rund, gleichmäßig schwach gewölbt mit seichten Hangflächen. Abgeflachte, leicht eingetiefte Kuppe, am nordöstlichen Bereich flache Abgrabung.                                       | 28942593 | BW   |
| 52° 28′ 37″ N, 6° 49′ 19″ O | Getelo 23   | Durchmesser ca. 12 m und Höhe ca. 0,9 m. Rund, gleichmäßig gewölbt mit seichten Hangflächen. Nach Südwesten abgeflachte Kuppe, neben der zentralen flachen Gipfelmulde mehrere kleinere Vertiefungen.                        | 28942594 | BW   |
| 52° 28′ 37″ N, 6° 49′ 19″ O | Getelo 24   | Durchmesser ca. 11 m und Höhe ca. 0,9 m. Rund, gleichmäßig gewölbt mit mäßig steilen Hangflächen. Abgeflachte Kuppe mit zentraler Vertiefung. Hügelfuß sonst gut abgesetzt. Im Süd-Bereich verläuft ein Pfad.                | 28942595 | BW   |
| 52° 28′ 37″ N, 6° 49′ 19″ O | Getelo 25   | Durchmesser ca. 9 m und Höhe ca. 0,6 m. Rund, flach, gleichmäßig gewölbt mit mäßig ansteigenden Hangflächen und abgeflachter Kuppe. Auf der Kuppe rinnenartige Vertiefung. Bis auf den Süd-Bereich gut abgesetzter Hügelfuß. | 28942596 | BW   |
| 52° 28′ 38″ N, 6° 49′ 17″ O | Getelo 26   | Durchmesser ca. 10 m und Höhe ca. 0,8 m. Rund, gleichmäßig gewölbt mit seichten Hangflächen. Abgeflachte Kuppe mit leichter, zentraler Vertiefung. Gut abgesetzter Hügelfuß.                                                 | 28942597 | BW   |
| 52° 28′ 37″ N, 6° 49′ 17″ O | Getelo 27   | Durchmesser ca. 10 m und Höhe ca. 0,9 m. Rund, gleichmäßig gewölbt mit mäßig steilen Hangflächen. Abgeflachte Kuppe mit leichter, zentraler Eintiefung. Gut abgesetzter Hügelfuß.                                            | 28942598 | BW   |
| 52° 28′ 37″ N, 6° 49′ 18″ O | Getelo 28   | Durchmesser ca. 13 m und Höhe ca. 1 m. Rund, gleichmäßig gewölbt. Kuppe abgeflacht mit mehreren Vertiefungen. | 28942599 | BW   |
| 52° 28′ 36″ N, 6° 49′ 17″ O | Getelo 29   | Durchmesser ca. 20 m und Höhe ca. 1,1 m. Leicht oval, ungleichmäßig gewölbt. Abgeflachte Kuppe mit mehreren Vertiefungen, gut abgesetzter Hügelfuß. Im östlichen Bereich Eingrabungen.                                       | 28942600 | BW   |
| 52° 28′ 36″ N, 6° 49′ 19″ O | Getelo 30   | Durchmesser ca. 14 m und Höhe ca. 0,9 m. Rund, gleichmäßig gewölbt mit recht steilen Hangflächen. Abgeflachte Kuppe mit mehreren Vertiefungen, gut abgesetzter Hügelfuß.                                                     | 28942601 | BW   |

## Gölenkamp
| Lage                        | Bezeichnung             | Beschreibung | ID       | Bild |
| --------------------------- | ----------------------- | --- | -------- | ---- |
| 52° 31′ 23″ N, 6° 54′ 2″ O  | Gölenkamp 10, Grabhügel | Durchmesser ca. 15 m und Höhe ca. 1,3 m. Rund. Im Nordwesten steile, nach Süden hin flache Hangfläche; abgeflachte Kuppe. Hügelfuß im Süden weniger deutlich abgesetzt als im Norden und Nordwesten. Auf der Kuppe mehrere Vertiefungen. Im südöstlichen Bereich und im Süden Störungen. Hügelfuß im Norden und Nordwesten leicht durch alte Wegespur beschädigt. | 28942935 | BW   |
| 52° 31′ 11″ N, 6° 54′ 3″ O  | Gölenkamp 12, Grabhügel | Größe ca. 20 × 15 m und Höhe ca. 1,2 m. Oval. An West-Seite steil, nach Norden, Osten und Süden seichte Hangflächen. Sehr breite, abgeflachte Kuppe. Hügelfuß im Westen und Nordwesten gut abgesetzt, im Osten, Süden und Norden fließender Übergang ins umliegende Gelände.                                                                                      | 28942937 | BW   |
| 52° 31′ 9″ N, 6° 54′ 9″ O   | Gölenkamp 13, Grabhügel | Größe ca. 15 × 19 m und Höhe ca. 0,9 m. Fast rund. Hangflächen im Südwesten und Westen verhältnismäßig steil, sonst sehr seicht. Schwach abgesetzter Hügelfuß. | 28942938 | BW   |
| 52° 31′ 7″ N, 6° 53′ 58″ O  | Gölenkamp 15, Grabhügel | Durchmesser ca. 13 m und Höhe ca. 0,8 m. Rund, gleichmäßig gewölbt. Kuppe leicht abgeflacht. Gut abgesetzter Hügelfuß. | 28942940 | BW   |
| 52° 31′ 7″ N, 6° 53′ 57″ O  | Gölenkamp 16, Grabhügel | Durchmesser ca. 15 m und Höhe ca. 1,3 m. Rund. Gleichmäßig gewölbt, recht steile Hangflächen. Kuppe abgeflacht. | 28942941 | BW   |
| 52° 31′ 7″ N, 6° 53′ 53″ O  | Gölenkamp 17, Grabhügel | Durchmesser ca. 20 m und Höhe ca. 0,5 m. Rund. Flach, mäßig gewölbt, Kuppe abgeflacht. Hügelfuß nicht deutlich abgesetzt. | 28942942 | BW   |
| 52° 31′ 58″ N, 6° 53′ 35″ O | Gölenkamp 31, Grabhügel | Größe ca. 12 × 10 m und Höhe ca. 0,7 m. Länglich. Nach Norden und Nordosten schwach gewölbte Hangflächen, nach Süden ins anstehende Gelände übergehend. Eingegrabene, neuere Grabsteinplatte. | 28942956 | BW   |

### Gölenkamp 2
- ID:28930262
- Gruppe von sieben Grabhügeln.

| Lage                        | Bezeichnung | Beschreibung | ID       | Bild |
| --------------------------- | ----------- | --- | -------- | ---- |
| 52° 30′ 8″ N, 6° 54′ 48″ O  | Gölenkamp 2 | Durchmesser ca. 14 m und Höhe ca. 1,3 m. Gestörter, nur noch als längliche, Ost-West orientierte Erhebung erkennbar. Mäßig bis schwach ansteigende Hangflächen; Hügelfuß geht fließend in das anstehende Gelände über. Auf der Kuppe einige Mulden. Im Süden durch zahlreiche Vertiefungen gestört. Umliegendes Gelände im Osten und Süden durch alte Sandentnahmestellen stark wellig.                                                                  | 28942835 | BW   |
| 52° 30′ 9″ N, 6° 54′ 48″ O  | Gölenkamp 3 | Durchmesser ca. 26 m und Höhe ca. 1,7 m. Rund. Gleichmäßig gewölbt mit leicht abgeflacht Kuppe, Hügelfuß nicht deutlich abgesetzt. | 28942837 | BW   |
| 52° 30′ 14″ N, 6° 54′ 51″ O | Gölenkamp 4 | Durchmesser ca. 10 m und Höhe ca. 0,6 m. Rund. Hangflächen schwach ausgeprägt. Abgeflachte, leicht muldenförmig vertiefte Kuppe. Übergang vom Hügelfuß in das anstehende Gelände kaum erkennbar. | 28942838 | BW   |
| 52° 30′ 13″ N, 6° 54′ 51″ O | Gölenkamp 5 | Durchmesser ca. 20 m und Höhe ca. 1,3 m. Rund mit breiter, abgeflachter Kuppe und mehreren Mulden. Auf der Hangfläche von der Kuppe nach Süden eine muldenförmige Vertiefung. Um den deutlich abgesetzten Hügelfuß leichte Eintiefung eines Kreisgrabens. | 28942839 | BW   |
| 52° 30′ 11″ N, 6° 54′ 54″ O | Gölenkamp 6 | Durchmesser ca. 31 m und Höhe ca. 2,2 m. Rundlich. Sehr steil, nach Osten hin weniger, im Süden sehr lange Hangfläche. Kuppe abgeflacht. Übergang in den anstehenden Boden bzw. Hügelfuß nur schwer zu erkennen; im Norden, Süden und Westen ein schwach ausgeprägter Absatz. Möglicherweise zwei ineinandergehende Hügel, die auf einer natürlichen Erhebung errichtet wurden. Auf den Hangflächen im Südosten und Nordosten muldenartige Vertiefungen. | 28942840 | BW   |
| 52° 30′ 10″ N, 6° 54′ 58″ O | Gölenkamp 7 | Größe ca. 22 × 25 m und Höhe ca. 2 m. Oval. Verhältnismäßig steil mit abgeflachter Kuppe. Ost- und Süd-Hangflächen sehr lang, ihr Übergang in das anstehende Gelände fließend. Möglicherweise auf einer natürlichen Erhebung errichtet. Zudem auf der Kuppe zwei tiefe Störungen, auf den Hangflächen mehrere Tierbaue. | 28942841 | BW   |
| 52° 30′ 8″ N, 6° 54′ 58″ O  | Gölenkamp 9 | Durchmesser ca. 24 m und Höhe ca. 1,9 m. Rund. Gleichmäßig gewölbt, recht steil, Kuppe leicht abgeflacht. Übergang von Hügelfuß in das anstehende Gelände nicht deutlich erkennbar. Auf Kuppe und Hangfläche mehrere seichte Vertiefungen. | 28942934 | BW   |

### Gölenkamp 20
- ID:28988346
- Vier Hügel hintereinander, paarweise zusammenliegend. Rund bis oval; Dm. 12 – 18 m, H. 1,1 – 1,4 m.

| Lage                       | Bezeichnung  | Beschreibung | ID       | Bild |
| -------------------------- | ------------ | --- | -------- | ---- |
| 52° 30′ 55″ N, 6° 54′ 5″ O | Gölenkamp 20 | Größe ca. 12 × 16 m und Höhe ca. 1,4 m. Oval. Ungleichmäßig steil gewölbt, nach Osten und Westen lange, nach Norden und Süden kürzere Hangflächen. Leicht abgeflachte Kuppe. Hügelfuß nicht deutlich abgesetzt.       | 28942945 | BW   |
| 52° 30′ 55″ N, 6° 54′ 6″ O | Gölenkamp 21 | Größe ca. 14 × 12 m und Höhe ca. 1,1 m. Oval. Hochgewölbt mit abgeflachter Kuppe. Hügelfuß im Westen undeutlich, im Norden und Osten deutlich abgesetzt. Nordwestlich leichte Auskofferungsmulde.                     | 28942946 | BW   |
| 52° 30′ 56″ N, 6° 54′ 6″ O | Gölenkamp 22 | Durchmesser ca. 12 m und Höhe ca. 1,2 m. Rund. Steile Hangflächen; abgeflachte Kuppe; deutlich abgesetzter Hügelfuß. Auf der Kuppe ein länglicher, tiefer Einschnitt (Suchschnitt, Raubgrabung ?).                    | 28942947 | BW   |
| 52° 30′ 57″ N, 6° 54′ 7″ O | Gölenkamp 23 | Durchmesser ca. 16 m und Höhe ca. 1,4 m. Halbkreisförmiger Rest. Westliche Hälfte abgetragen, erhalten die östliche. Hügelfuß im Norden deutlich, im Süden weniger deutlich abgesetzt, im Osten teilweise abgepflügt. | 28942948 | BW   |

### Gölenkamp 32
- ID:28930266
- Neun Grabhügel, Dm. 11 – 25 m, H.  0,3 – 1,8 m. . Te. sehr dicht beieinander. Im Norden Reste von Wölbackerbeeten.

| Lage                       | Bezeichnung              | Beschreibung | ID       | Bild |
| -------------------------- | ------------------------ | --- | -------- | ---- |
| 52° 31′ 7″ N, 6° 54′ 55″ O | Gölenkamp 32             | Durchmesser ca. 21 m und Höhe ca. 1,5 m. Rund, gleichmäßig gewölbt; abgeflachte Kuppe. Hügelfuß gut abgesetzt. Auf der Kuppe und den Hangflächen zahlreiche Vertiefungen und eine ca. Ost-West verlaufende muldenförmige Rinne. | 28942957 | BW   |
| 52° 31′ 8″ N, 6° 54′ 54″ O | Gölenkamp 33             | Durchmesser ca. 12 m und Höhe ca. 0,3 m. Rund. Sehr schwache Erhebung mit seichten Hangflächen und breiter, abgeflachter Kuppe. Hügelfuß nicht deutlich abgesetzt. | 28942958 | BW   |
| 52° 31′ 6″ N, 6° 54′ 55″ O | Gölenkamp 34, Wegespuren | Bei allen drei Strukturen handelt es sich klar um unterschiedlich datierende Hohlwegbündel. Das östliche, nord-süd verlaufende Bündel ist klar jünger, als das west-ost verlaufende Wegebündel, dessen Hohlwege genau auf die Lücken zwischen den Grabhügeln zielen. Das nördliche Wegebündel verläuft typischerweise parallel zu einem bereits auf der PL verzeichneten Weg. | 28942959 | BW   |
| 52° 31′ 8″ N, 6° 54′ 49″ O | Gölenkamp 35             | Größe ca. 13 × 11 m und Höhe ca. 1,7 m. Oval, hoch gewölbt. Hügelfuß deutlich abgesetzt. | 28942960 | BW   |
| 52° 31′ 7″ N, 6° 54′ 50″ O | Gölenkamp 36             | Größe ca. 21 × 23 m und Höhe ca. 1,6 m. Fast rund. Recht hoch mit steilen Hangflächen, nach Süden abgeflacht. Hügelfuß deutlich abgesetzt. | 28942961 | BW   |
| 52° 31′ 7″ N, 6° 54′ 51″ O | Gölenkamp 37             | Durchmesser ca. 14 m und Höhe ca. 1 m. Rund. Gleichmäßig gewölbt; nach Süden und Westen steile Hangflächen. Breite, abgeflachte, leicht vertiefte Kuppe. Hügelfuß gut abgesetzt. | 28942962 | BW   |
| 52° 31′ 7″ N, 6° 54′ 51″ O | Gölenkamp 38             | Durchmesser ca. 15 m und Höhe ca. 1,4 m. Rund. Hoch gewölbt mit steilen Hangflächen. Kuppe leicht abgeflacht und leicht eingetieft. Deutlich abgesetzter Hügelfuß. Auf den Hangflächen mehrere Vertiefungen. Im Norden Abbruchkante. | 28942963 | BW   |
| 52° 31′ 6″ N, 6° 54′ 52″ O | Gölenkamp 39             | Durchmesser ca. 15 m und Höhe ca. 1,7 m. Rund. Hoch gewölbt mit steilen Hangflächen; leicht abgeflachte Kuppe. Gut abgesetzter Hügelfuß. Auf der Kuppe leichte Vertiefungen. | 28943055 | BW   |
| 52° 31′ 6″ N, 6° 54′ 53″ O | Gölenkamp 40             | Größe ca. 20 × 22 m und Höhe ca. 1,8 m. Fast rund. Sehr hoch gewölbt mit steilen Hangflächen; Hügelfuß deutlich abgesetzt. Im Bereich der Kuppe große muldenförmige Vertiefung. | 28943056 | BW   |
| 52° 31′ 5″ N, 6° 54′ 54″ O | Gölenkamp 41             | Durchmesser ca. 15 m und Höhe ca. 1,6 m. Rund. Gleichmäßig hoch gewölbt mit steilen Hangflächen und abgeflachter Kuppe. Deutlich abgesetzter Hügelfuß. Auf der Kuppe zahlreiche Vertiefungen. | 28943057 | BW   |

### Wilsum 14
- ID:28930265
- Gruppe von sieben Grabhügeln. Rund bis oval; Dm. 10 – 21 m, H. 0,8 – 1,3 m.

| Lage                        | Bezeichnung  | Beschreibung | ID       | Bild |
| --------------------------- | ------------ | --- | -------- | ---- |
| 52° 32′ 12″ N, 6° 53′ 17″ O | Gölenkamp 24 | Durchmesser ca. 16,5 m und Höhe ca. 1,3 m. Rund. Gleichmäßig hoch gewölbt mit abgeflachter Kuppe; Hügelfuß gut abgesetzt. Mehrere Tierbaue.                                                                              | 28942949 | BW   |
| 52° 32′ 12″ N, 6° 53′ 19″ O | Gölenkamp 25 | Durchmesser ca. 12 m und Höhe ca. 0,9 m. Rund. Gleichmäßig flach gewölbt mit abgeflachter Kuppe; Hügelfuß deutlich abgesetzt.                                                                                            | 28942950 | BW   |
| 52° 32′ 11″ N, 6° 53′ 19″ O | Gölenkamp 26 | Durchmesser ca. 11 m und Höhe ca. 0,9 m. Rund. Mäßig steile Hangflächen, leicht abgeflachte Kuppe. Hügelfuß deutlich abgesetzt.                                                                                          | 28942951 | BW   |
| 52° 32′ 11″ N, 6° 53′ 16″ O | Gölenkamp 27 | Größe ca. 14 × 13 m und Höhe ca. 1,2 m. Oval, recht hoch gewölbt, verhältnismäßig steil. Kuppe abgeflacht; Hügelfuß recht deutlich abgesetzt. An West-Seite durch Waldweg stark beschädigt.                              | 28942952 | BW   |
| 52° 32′ 10″ N, 6° 53′ 17″ O | Gölenkamp 28 | Durchmesser ca. 13,5 m und Höhe ca. 1,2 m. Rund. Gleichmäßig gewölbt mit mäßig ansteigenden Hangflächen und leicht abgeflachter Kuppe. Hügelfuß recht deutlich abgesetzt. Mehrere Tierbaue.                              | 28942953 | BW   |
| 52° 32′ 9″ N, 6° 53′ 20″ O  | Gölenkamp 29 | Durchmesser ca. 21 m und Höhe ca. 2 m. Rund. Hoch, groß mit steilen Hangflächen, ungleichmäßig gewölbt. Auf der Kuppe mehrere Vertiefungen, nach Südwesten abgeflacht. Deutlich abgesetzter Hügelfuß. Mehrere Tierbaue.  | 28942954 | BW   |
| 52° 32′ 10″ N, 6° 53′ 16″ O | Gölenkamp 30 | Größe ca. 9 × 11 m und Höhe ca. 0,8 m. Oval. Schwach gewölbt. Hügelfuß im Süden und Westen kaum, im Norden und Osten gut abgesetzt. Auf der Kuppe muldenförmige Vertiefung. Im westlichen Hügelbereich Teile abgegraben. | 28962391 | BW   |

## Halle
| Lage                        | Bezeichnung        | Beschreibung | ID       | Bild |
| --------------------------- | ------------------ | --- | -------- | ---- |
| 52° 27′ 23″ N, 6° 52′ 12″ O | Halle 1, Grabhügel | Durchmesser ca. 20 m und Höhe ca. 1,3 m. Rund. Recht steile Hangflächen, abgeflachte Kuppe, Fußbereich abgesetzt. Flache Eingrabungen sowie leichte Vertiefungen in der Kuppe. | 28942710 | BW   |

### Halle 5
- ID:28942713
- Grabhügelfeld mit 24 erhaltenen Grabhügeln unterschiedlicher Größe. Meistens rund; Dm. 4,5 – 18 m; H. 0,3 – 1,4 m. Überwiegend gut erhalten und deutlich erkennbar. Direkt südlich liegt ein kleines Wölbackerfeld. Im nordwestlichen Bereich verläuft eine schwach ausgeprägte Wegespur.

| Lage                        | Bezeichnung             | Beschreibung | ID       | Bild |
| --------------------------- | ----------------------- | --- | -------- | ---- |
| 52° 27′ 1″ N, 6° 52′ 47″ O  | Halle 5                 | Durchmesser ca. 10 m und Höhe ca. 0,6 m. Rundoval. Nach Westen, Norden und Osten verhältnismäßig steile, nach Süden sehr seichte Hangflächen. Breite, abgeflachte Kuppe. | 28942714 | BW   |
| 52° 27′ 2″ N, 6° 52′ 47″ O  | Halle 6                 | Durchmesser ca. 13 m und Höhe ca. 1,1 m. Rund. Breite, abgeflachte Kuppe, Fuß gut abgesetzt. | 28942715 | BW   |
| 52° 27′ 3″ N, 6° 52′ 45″ O  | Halle 7                 | Größe ca. 12 × 9 m und Höhe ca. 0,7 m. Länglich oval, mit leicht abgeflachter Kuppe. Fuß im Norden, Osten und Süden deutlich, im Westen weniger deutlich abgesetzt. | 28942716 | BW   |
| 52° 27′ 3″ N, 6° 52′ 44″ O  | Halle 8                 | Durchmesser ca. 12 m und Höhe ca. 0,8 m. Rund mit gut abgesetztem Hügelfuß; auf der Kuppe und am Hügelfuß Tiergänge. | 28942717 | BW   |
| 52° 27′ 4″ N, 6° 52′ 44″ O  | Halle 9                 | Durchmesser ca. 17 m und Höhe ca. 0,9 m. Rund, gleichmäßig gewölbt mit leicht abgeflachter Kuppe. Fuß deutlich abgesetzt, lediglich im Nordwesten ins anstehende Gelände auslaufend. | 28942718 | BW   |
| 52° 27′ 5″ N, 6° 52′ 44″ O  | Halle 10                | Durchmesser ca. 11 m und Höhe ca. 0,6 m. Rund, gleichmäßig flach gewölbt. Fuß nicht deutlich abgesetzt; im West-Bereich fließender Übergang ins umliegende Gelände. | 28942719 | BW   |
| 52° 27′ 3″ N, 6° 52′ 46″ O  | Halle 11                | Durchmesser ca. 16 m und Höhe ca. 1,4 m. Rund, Fuß abgesetzt. Im Nord-Teil tiefe, längliche Eingrabung sowie Tierbaue. Aushub aus der Störung anscheinend auf Kuppe aufgetragen, da nicht abgeflacht, sondern leicht gewölbt ist. | 28942720 | BW   |
| 52° 27′ 3″ N, 6° 52′ 48″ O  | Halle 12                | Durchmesser ca. 8 m und Höhe ca. 0,5 m. Rund, flach gewölbt. Fuß im Nordwesten schwach abgesetzt, sonst auslaufend. | 28942721 | BW   |
| 52° 27′ 3″ N, 6° 52′ 48″ O  | Halle 13                | Durchmesser ca. 11 m und Höhe ca. 0,8 m. Leicht oval. Nach Norden, Süden und Westen gleichmäßig abfallende Hangflächen. Leicht abgeflachte Kuppe. Störung im östlichen Bereich durch Weg. | 28942722 | BW   |
| 52° 27′ 4″ N, 6° 52′ 47″ O  | Halle 14                | Durchmesser ca. 11 m und Höhe ca. 0,8 m. Annähernd rund, abgeflachte Kuppe mit länglicher Eingrabung. Fuß im Nordosten und Osten ins umliegende Gelände auslaufend, sonst recht gut abgesetzt. | 28942813 | BW   |
| 52° 27′ 6″ N, 6° 52′ 47″ O  | Halle 15                | Größe ca. 13 × 11 m und Höhe ca. 1 m. Rundoval. Im Nordwesten verhältnismäßig steil, sonst nur seichtes Hanggefälle. Kuppe leicht abgeflacht, Fuß nicht deutlich abgesetzt; im Osten fließender Übergang in das anstehende Gelände. | 28942814 | BW   |
| 52° 27′ 8″ N, 6° 52′ 47″ O  | Halle 16                | Durchmesser ca. 14 m und Höhe ca. 1,1 m. Annähernd rund. Fuß nach Osten und Norden weniger deutlich, nach Westen und Süden hingegen recht gut zu erkennen. Tierbaue. | 28942815 | BW   |
| 52° 27′ 3″ N, 6° 52′ 54″ O  | Halle 17                | Durchmesser ca. 10,5 m und Höhe ca. 0,7 m. Rund. Im Süden, Westen und Norden mäßig steil, im Osten zum Höhenrücken hin auslaufend. Abgeflachte Hügelkuppe. Fuß nur im Osten schwach abgesetzt. Tierbaue. | 28942816 | BW   |
| 52° 27′ 2″ N, 6° 52′ 54″ O  | Halle 18                | Durchmesser ca. 10 m und Höhe ca. 0,8 m. Fast rund. Mäßig steil, im Osten zum Höhenrücken auslaufend. Abgeflachte Kuppe. Fuß im Norden und Westen gut abgesetzt, sonst nur schwach ausgebildet. | 28942817 | BW   |
| 52° 26′ 58″ N, 6° 52′ 54″ O | Halle 22, Wölbackerbeet | Zwei bis drei sehr flache Wölbackerbeete, die von einem Weg unterbrochen sind. Südlich des Weges Südwest-Nordost verlaufend, nördlich des Weges mehr Nord-Süd orientiert. Gesamt-L. etwa 90 m; Br. ca. 4 m. Östlich und südöstlich dieser Ackerstreifen mehrere rippenartige Geländeerhöhungen von ca. 2 m Br. und etwa 35 m L. Möglicherweise Reste weiterer Ackerbeete. | 28942820 | BW   |
| 52° 27′ 6″ N, 6° 52′ 46″ O  | Halle 25                | Durchmesser ca. 5,5 m und Höhe ca. 0,4 m. Annähernd rund. Tierbaue. | 28942821 | BW   |
| 52° 27′ 6″ N, 6° 52′ 47″ O  | Halle 26                | Durchmesser ca. 10 m und Höhe ca. 0,5 m. Annähernd rund. Tierbaue. | 28942822 | BW   |
| 52° 27′ 5″ N, 6° 52′ 47″ O  | Halle 27                | Durchmesser ca. 10 m und Höhe ca. 0,6 m. Annähernd rund. Tierbaue. | 28942823 | BW   |
| 52° 27′ 7″ N, 6° 52′ 46″ O  | Halle 28                | Durchmesser ca. 5,5 m und Höhe ca. 0,4 m. Annähernd rund. | 28942824 | BW   |
| 52° 27′ 7″ N, 6° 52′ 46″ O  | Halle 29                | Durchmesser ca. 9 m und Höhe ca. 0,5 m. Annähernd rund. | 28942825 | BW   |
| 52° 27′ 8″ N, 6° 52′ 46″ O  | Halle 30                | Durchmesser ca. 4,5 m und Höhe ca. 0,3 m. Auf der Kuppe kleine Einsenkung. | 28942826 | BW   |
| 52° 27′ 5″ N, 6° 52′ 43″ O  | Halle 31                | Durchmesser ca. 6,5 m und Höhe ca. 0,5 m. Annähernd rund. | 28942827 | BW   |
| 52° 27′ 1″ N, 6° 52′ 56″ O  | Halle 32                | Durchmesser ca. 18 m und Höhe ca. 1,3 m. Annähernd rund mit abgeflachter Kuppe. | 28942828 | BW   |
| 52° 27′ 2″ N, 6° 52′ 55″ O  | Halle 33                | Durchmesser ca. 11 m und Höhe ca. 0,8 m. Annähernd rund. Eingrabung am südwestlichen Hügelfuß. | 28942829 | BW   |
| 52° 27′ 3″ N, 6° 52′ 55″ O  | Halle 34                | Durchmesser ca. 9 m und Höhe ca. 0,6 m. Annähernd rund. Kleine Kuppenmulde sowie Suchgraben im nordöstlichen Bereich. | 28942830 | BW   |

### Hardingen
| Lage                        | Bezeichnung            | Beschreibung | ID       | Bild |
| --------------------------- | ---------------------- | --- | -------- | ---- |
| 52° 28′ 58″ N, 6° 55′ 34″ O | Hardingen 1, Grabhügel | Durchmesser ca. 20 m und Höhe ca. 2 m. Rund, hochgewölbt, abgesetzter Fuß. Am Nordost-Rand völlig abgetragen. Flache Gipfelmulde, Tiergänge. | 28942707 | BW   |

## Uelsen
| Lage                        | Bezeichnung          | Beschreibung | ID       | Bild |
| --------------------------- | -------------------- | --- | -------- | ---- |
| 52° 29′ 31″ N, 6° 52′ 17″ O | Uelsen 32, Grabhügel | Durchmesser ca. 20 m und Höhe ca. 2 m. Unregelmäßiger Rest. Im Süden und Südosten nur wenig gestörtes Hügelprofil erhalten. Im Nordwesten und Südwesten abgegraben, im Nordosten großflächige, unvollständig verfüllte Eingrabungen. Hügeltop muldenartig deformiert; vermutlich getrichtert. | 44843216 | BW   |

### Höcklenkamp
| Lage                        | Bezeichnung               | Beschreibung | ID       | Bild |
| --------------------------- | ------------------------- | --- | -------- | ---- |
| 52° 28′ 26″ N, 6° 52′ 18″ O | Höcklenkamp 1, Grabhügel  | Durchmesser ca. 20 m und Höhe ca. 1,5 m. Fast rund, im Südwest-Bereich hoch, sonst flach gewölbt. Hügelfuß unregelmäßig, gestört. Mehrere Einkuhlungen und Tiergänge. Im Nord-Bereich läuft in Ost-West-Richtung ein Waldweg über den Hügel. | 28962267 | BW   |
| 52° 28′ 18″ N, 6° 52′ 13″ O | Höcklenkamp 6, Grabhügel  | Durchmesser ca. 16 m und Höhe ca. 1,2 m. Rest; lediglich äußerer Hügelkranz erhalten. Fast rund. Mäßig steile Hangflächen und abgeflachte Kuppe. Hügelfuß unregelmäßig ausgeprägt. Breite zentrale Eingrabung.                               | 28962368 | BW   |
| 52° 28′ 54″ N, 6° 52′ 29″ O | Höcklenkamp 13, Grabhügel | Durchmesser ca. 24 m und Höhe ca. 3,2 m. Fast rund. Ebenmäßig hoch gewölbte Kuppe, gleichmäßig abfallende Hangflächen. Auf der Kuppe Eintiefungen; Tiergänge. Nördlicher und südlicher Bereich teilweise abgepflügt.                         | 28962370 | BW   |
| 52° 28′ 58″ N, 6° 52′ 26″ O | Höcklenkamp 14, Grabhügel | Durchmesser ca. 19 m und Höhe ca. 1,9 m. Rund. Hochgewölbte Kuppe mit auslaufendem Fuß. Mehrere flache Mulden. Unterhalb der Kuppe im Südosten schwache längliche Eintiefung. Hügelfuß im Süden beschädigt.                                  | 28962371 | BW   |

#### Höcklenkamp 2
- ID:28962270
- Gruppe von vier Grabhügeln; Dm. 9,5 – 21 m, H. 0,4 – 1,7 m. Überwiegend flach gewölbt; leicht gestört.

| Lage                        | Bezeichnung   | Beschreibung | ID       | Bild |
| --------------------------- | ------------- | --- | -------- | ---- |
| 52° 28′ 25″ N, 6° 52′ 14″ O | Höcklenkamp 2 | Durchmesser ca. 19 m und Höhe ca. 1,7 m. Fast rund, ebenmäßig gewölbt mit recht steile Hangflächen und abgeflachter Kuppe. Fußbereich gestört. Mehrere Einkuhlungen und Tiergänge. | 28962271 | BW   |
| 52° 28′ 24″ N, 6° 52′ 14″ O | Höcklenkamp 3 | Durchmesser ca. 9 m und Höhe ca. 0,4 m. Rund, flach gewölbt; Fuß nach Norden auslaufend.                                                                                           | 28962365 | BW   |
| 52° 28′ 24″ N, 6° 52′ 16″ O | Höcklenkamp 4 | Durchmesser ca. 20 m und Höhe ca. 1,5 m. Rund. Ebenmäßig gewölbt mit verhältnismäßig steil abfallenden Hangseiten mit abgesetztem Fuß. Durchsetzt mit Tiergängen.                  | 28962366 | BW   |
| 52° 28′ 25″ N, 6° 52′ 18″ O | Höcklenkamp 5 | Durchmesser ca. 15 m und Höhe ca. 1,2 m. Fast rund. Ebenmäßig flach gewölbt; Rand abgesetzt; Kuppe abgeflacht. Östlicher Fußbereich grenzt an Feldweg.                             | 28962367 | BW   |

## Wilsum
| Lage                        | Bezeichnung          | Beschreibung | ID       | Bild |
| --------------------------- | -------------------- | --- | -------- | ---- |
| 52° 32′ 18″ N, 6° 52′ 31″ O | Wilsum 3, Grabhügel  | Durchmesser ca. 16 m und Höhe ca. 1,1 m. Annähernd rund, im Westen teilweise abgegraben. Recht steile, gleichmäßig gewölbte Hangflächen, im Norden leichter Absatz. Auf der abgeflachten Kuppe große, flache Vertiefung. Hügelfuß deutlich abgesetzt. | 28962264 | BW   |
| 52° 32′ 16″ N, 6° 52′ 22″ O | Wilsum 5, Grabhügel  | Durchmesser ca. 13 m und Höhe ca. 1,1 m. Rund. Gleichmäßig gewölbt mit leicht abgeflachter Kuppe. Abgesetzter Fuß, besonders deutlich im Südosten, Süden und Westen, wo sich eine konzentrische Vertiefung (Graben ?) befindet. | 28962384 | BW   |
| 52° 31′ 56″ N, 6° 52′ 57″ O | Wilsum 6, Grabhügel  | Durchmesser ca. 15 m und Höhe ca. 1,1 m. Fast rund. Hangflächen fallen nach Westen und Norden steil ab, nach Osten nur seicht. Hügelfuß im Westen und Norden deutlich, sonst weniger deutlich abgesetzt. Eingrabungen auf der Kuppe und im Süd-Bereich des Hügelfußes. Wegen zahlreicher Auskofferungen im anschließenden Gelände hebt sich der südliche Hügelbereich weniger deutlich ab. | 28962386 | BW   |
| 52° 32′ 52″ N, 6° 52′ 32″ O | Wilsum 8, Grabhügel  | Durchmesser ca. 10 m und Höhe ca. 0,6 m. Rest, nur noch die Randbereiche erhalten. Rund. Hangflächen recht steil. Nach Norden, Osten und Süden deutlich abgesetzter Hügelfuß, nach Westen fließend in gewachsenen Boden über. Zentrum durch tiefe, breite Trichterung ausgenommen. Im Süd-Bereich rechteckige Eingrabung.                                                                  | 28962387 | BW   |
| 52° 31′ 16″ N, 6° 49′ 10″ O | Wilsum 10, Grabhügel | Durchmesser ca. 20 m und Höhe ca. 1,7 m. Rund. Gleichmäßig ansteigende Hangflächen; leicht abgeflachte Kuppe. Der Hügelfuß ist im Norden, Osten und Süden deutlich abgesetzt. In der westlichen Hangfläche muldenförmige Vertiefung, an der Ost-Seite leichte Abgrabungen. Hügelfuß im Süden durch Pflugtätigkeiten etwas beschädigt.                                                      | 28962388 | BW   |
| 52° 31′ 20″ N, 6° 49′ 7″ O  | Wilsum 11, Grabhügel | Größe ca. 17 × 10 m und Höhe ca. 1,8 m. Rest, erhalten ist die südwestliche bis südliche Hälfte. Oval. Ungleichmäßig gewölbt, Hangflächen recht steil, Hügelfuß nicht deutlich abgesetzt. Auf dem Hügel ein Messpunkt. | 28962372 | BW   |